# Vaureilles
Vaureilles är en kommun i departementet Aveyron i regionen Occitanien i södra Frankrike. Kommunen ligger  i kantonen Montbazens som ligger i arrondissementet Villefranche-de-Rouergue. År 2022 hade Vaureilles 489 invånare.

## Befolkningsutveckling
Antalet invånare i kommunen Vaureilles
Referens: INSEE